# ویرز کیو (ویرجینیا)
ویرز کیو (به انگلیسی: Weyers Cave) یک منطقهٔ مسکونی در ایالات متحده آمریکا است که در شهرستان آگاستا، ویرجینیا واقع شده‌است. ویرز کیو ۱۷٫۱ کیلومتر مربع مساحت و ۲٬۴۷۳ نفر جمعیت دارد و ۳۵۴ متر بالاتر از سطح دریا واقع شده‌است.